# Regno di Tunisia
Il Regno di Tunisia (in arabo مملكة تونس‎?) fu una monarchia di breve durata stabilita il 20 marzo 1956 con l'indipendenza della Tunisia, che durò sino alla trasformazione dello Stato in repubblica il 25 luglio 1957. Unico re del Paese fu Muhammad VIII al-Amin.

## Storia
Il movimento indipendentista tunisino, durato diversi decenni, alla fine prevalse, portando a termine il protettorato francese cominciato nel 1881. Nel 1954 le lotte e i disordini civili tunisini portarono infatti all'inizio dei negoziati per l'autonomia tra la Francia e il partito politico Neo-Dustur capeggiato da Habib Bourguiba, appoggiato dai sindacati tunisini e dalla Lega araba.
La convenzione di aprile 1955 stabilì che la Francia avrebbe mantenuto il controllo dell'esercito e della politica estera garantendo al contempo l'autonomia del paese. Bourghiba fu quindi scarcerato dai francesi e venne accolto con un tumultuoso benvenuto. Tuttavia, questo compromesso divise il Neo-Dustur, portando infine alla soppressione della sua ala più a sinistra e all'espulsione del leader panarabo radicale Salah Ben Youssef, il quale fuggì successivamente in Egitto.
Questa decisione indicò che il Neo-Dustur avrebbe seguito una linea politica più moderata. La Francia nel mentre terminò il suo protettorato sul Marocco, in modo da poter concentrare le sue forze in Algeria. In risposta a questo, seguendo l'opinione pubblica dei tunisini, Bourghiba spinse per ottenere l'indipendenza. La Francia, prevalendo sulle forti obiezioni dei coloni francesi nel Paese, decise infine di accettare l'indipendenza e i protocolli vennero redatti. Il 20 marzo 1956, la Tunisia ottenne la piena sovranità. A luglio la Tunisia venne ammessa nelle Nazioni Unite.
La Francia aveva concepito la Tunisia indipendente come una monarchia guidata dal Bey di Tunisi Muhammad VIII al-Amin (conosciuto anche come Lamine Bey o Amin Bey). Il Bey era un'istituzione nata nella prima era dell'Impero Ottomano. Il precedente Bey, Muhammad VII al-Munsif, era stato un nazionalista popolare, al contrario, Amin Bey venne considerato da taluni di essere troppo legato alla Francia, da altri di essere uno youssefista.
Le elezioni, già programmate, si tennero il 25 marzo 1956; a causa di accordi segreti negoziati da Bourghiba con il Bey, gli elettori poterono scegliere solo liste di partito, e non i candidati. Queste disposizioni resero più semplice per il Neo-Dustur ad allontanare gli youssefisti e altri dissidenti, e a mantenere la disciplina di partito.
Le elezioni videro l'affermazione con enorme vantaggio del Neo-Dustur, e Habib Bourghiba divenne primo ministro. Il 25 luglio 1957, la monarchia venne abolita, il beilicato terminò ufficialmente e la Tunisia divenne una repubblica. L'assemblea nominò poi Habib Bourghiba primo presidente di quello che divenne uno Stato a partito unico.